# Kazerunia ochreata
Kazerunia ochreata är en insektsart som beskrevs av Dlabola 1974. Kazerunia ochreata ingår i släktet Kazerunia och familjen Flatidae. Inga underarter finns listade i Catalogue of Life.